# لنگرماهی فلسی
لنگرماهی فلسی (نام علمی: Icelus) نام یک سرده از تیره لنگرماهیان است.